# Oh, du lieber Augustin
Pour plus de détails, voir Fiche technique et Distribution.
Oh, du lieber Augustin  est un film autrichien réalisé par H.K. Breslauer, sorti en 1922. 

## Fiche technique
- Titre original : Oh, du lieber Augustin
- Réalisation :  H.K. Breslauer
- Scénario :  H.K. Breslauer, Ida Jenbach
- Directeur de la photographie : Oliver Turchanyi
- Musique : Edmund Eysler
- Pays de production :  Autriche
- Société de production : Mondial-Film
- Producteurs : Josef Remengyi, Rafael Grünwald
- Longueur : 2 400 mètres, 100 minutes
- Format : Noir et blanc - Muet
- Date de sortie : 
  - Autriche : 29 décembre 1922

## Distribution
- Anny Miletty
- Mizi Griebl
- Willi Forst
- Hans Effenberger
- Franz Meinau
- Alice Grobois
- Amandus Grohmann
- Willy Czapp
- Franz König